# Evenfall (Lied)
Evenfall ist ein Lied der Metal-Band Tristania. Das am 9. März 1998 veröffentlichte Stück erschien in der Hochphase des Genres Gothic Metal und avancierte zu einem Clubhit.

## Hintergrund und Veröffentlichungen
Bis zur Aufnahme ihres Debütalbums, das den Hitsong Evenfall enthält, durchlief Tristania eine rege Geschichte mit wechselnden Musikstilen, Besetzungen und Bandnamen. Zum Zeitpunkt der Aufnahme des Albums Widow’s Weeds bestand Tristania aus dem Gitarristen und Sänger Morten Veland, dem Schlagzeuger Kenneth Olsson, dem Keyboarder Einar Moen, der Sängerin Vibeke Stene, dem Bassisten Rune Østerhus und dem Gitarristen Anders H. Hidle. Als Gast spielte Pete Johansen von Band Scar Geige.
Die Band hatte mit ihrem im Mai 1997 veröffentlichten selbstbetitelten Demo einen Vertrag über drei Alben mit dem österreichischen Unternehmen Napalm Records erlangt und im November und Dezember des gleichen Jahres das Album Widow’s Weeds im damals norwegischen Studio Sound Suite Studio aufgenommen. Der Studioinhaber Terje Refsnes begleitete die Aufnahme als Produzent und Tontechniker. Zuvor hatte er bereits mit norwegischen Metal-Bands wie Gehenna, Dismal Euphony, Twin Obscenity, Malignant Eternal und Carpathian Forest gearbeitet. Napalm Records brachte sich mit Netzwerktätigkeit und Werbung ein um der Band zu Popularität zu verhelfen. Dazu zählte, dass das Evenfall auf diversen Kompilationen der Jahre 1998 und 1999 erschien.
Das Stück wird zu den besten des Albums gerechnet und wurde eines der bekanntesten Lieder von Tristania. Es gilt als die „bei weitem erstaunlichste Komposition ihrer gesamten Karriere“. Dabei wird der Gesang von Vibeke Stene, ebenso wie das Schlagzeugspiel von Kenneth Olsson besonders hervorgehoben. Das Endergebnis verdeutliche, „wie angenehm Traurigkeit sein kann, wenn sie in Musik umgewandelt wird.“

## Bedeutung, Musik und Text
Evenfall wurde im 4/4-Takt und im Grundton e-Moll bei einem Tempo von 120 BpM geschrieben. Das Stück gilt als besonders energiegeladen und tanzbar. Es gilt als Musterbeispiel des Gothic Metal und direkte Konkurrenz für Theatre of Tragedy in der stereotypen The-Beauty-and-the-Beast-Spielweise. Alle Charakteristika des Genres seien dabei vereint. Der Wechselgesang zwischen Growling und einer sanften weiblichen Stimmen, die hier allerdings weniger elegisch schwelgend präsentiert wird als bei Theatre of Tragedy, gepaart mit einem schweren und symphonischen Metal mit Chören, Klavier- und Synthesizer-Intermezzo sowie dem Einsatz einer Geige. Die Band selbst war dabei darum bemüht sich von anderen Interpreten der gleichen Spielweise abzusetzen und „einen symphonischen Sound mit Punch und Power“ zu präsentieren, der von einer hohen Dynamik lebt und sich nicht ausschließlich auf den Death Doom beruft. Damit bot Evenfall bereits Ansätze der Überleitung zum Symphonic Metal. Der Text handelt von Verlust und den folgenden Gefühlen aus Trauer, Kummer und Sehnsucht. Handelnd ist eine Person, die um den Verlust eines geliebten Partners trauert. Beide Charaktere werden mit dem formellen They benannt. Die Hauptfigur gibt zwischen Klagen und Bitten ein Liebesversprechen über den Tod hinaus.